# From the Witchwood
From The Witchwood (1971) je album od britské rockové skupiny Strawbs.
 Bylo nahráno v Air Studios, Londýn během února března 1971.
Album je prvním a posledním studiovým albem, na kterém vystoupil Rick Wakeman v základní sestavě skupiny, předtím se ještě objevil na živém albu Just a Collection of Antiques and Curios.

## Seznam skladeb
1. A Glimpse of Heaven (Dave Cousins) – 3:50
2. Witchwood (Cousins) – 3:23
3. Thirty Days (John Ford) – 2:52
4. Flight (Richard Hudson) – 4:24
5. The Hangman and the Papist (Cousins) – 4:11
6. Sheep (Cousins) – 4:14
7. Canon Dale (Hudson) – 3:46
8. The Shepherd's Song (Cousins) – 4:34
9. In Amongst the Roses (Cousins) – 3:48
10. I'll Carry On Beside You (Cousins) – 3:09

1. "Keep the Devil Outside" (Ford) – 3:02 (jako bonus na remasterovaném CD od A&M

## Obsazení
- Dave Cousins – sólový zpěv, sborový zpěv, akustická kytara, elektrická kytara, dulcimer, banjo, zobcová flétna
- Tony Hooper – sólový zpěv, sborový zpěv, akustická kytara, autoharfa, tamburina
- Rick Wakeman – piano, varhany, celesta, mellotron, Moog synthesizer, klarinet
- John Ford – sólový zpěv, sborový zpěv, baskytara
- Richard Hudson – sólový zpěv, sborový zpěv, bicí, sitar

## Záznam
- Tony Visconti – producent
- Bill Price – záznamový technik
- Alan Harris – záznamový technik
- John Punter – záznamový technik
- Chris Michie – záznamový technik

## Vydané verze
- Vinyl Album AMLH 64304 (A&M červenec 1971)
- Vinyl Album SLPS 1531 (Sonet, Denmark)
- CD D32Y3578 (A&M Japan/Canyon Records, 1987)
- CD 540 939-2 (A&M, 1998, remasterováno s bonusem)